# Памятник Ватутину (Киев)
Памятник Ватутину — ныне снесённый монумент в г. Киев, над могилой советского военного деятеля, Героя Советского Союза, генерала армии Николая Фёдоровича Ватутина.
Был установлен 25 января 1948 года при входе в Мариинский парк со стороны улицы Грушевского в Печерском районе Киева, недалеко от здания Верховной рады Украины.
Авторы — скульптор Е. В. Вучетич, архитектор Я. Б. Белопольский.
Размеры памятника: высота скульптуры — 3,65 м, постамента и цоколя — 4,5 м, площадь мозаичного панно — 35 м².
Фигура Н. Ватутина в полный рост в шинели, высечена из блока серого гранита и установлена на прямоугольном постаменте. Постамент и цоколь, имеющий форму усеченной пирамиды, изготовлены из блоков чёрного лабрадорита.
По периметру постамент окаймляли лавровые бронзовые гирлянды. На торцах вырезаны два рельефа, воспроизводящие эпизоды форсирования Днепра и встречи украинского народа с освободителями (скульптор П. Ульянов). На лицевой стороне бронзовыми буквами высечена надпись на украинском языке: «Герою Советского Союза генералу Ватутину от украинского народа».
Могила окружена невысоким гранитным бордюром и покрыта симметрично расположенными цветными мозаичными композициями, символизирующими воинскую доблесть, бессмертие подвига — флаги, факелы, орденские ленты, объединённые фризом из листьев лавра и дуба, а также орденов (художник С. Кириченко). В центре мозаичного панно была установлена гранитная плита с посвящением на украинском языке: «Верный сын большевистской партии, талантливый полководец Красной Армии, командовал Первым Украинским фронтом генерал армии Ватутин Н. Ф. 1901—1944».
9 февраля 2023 года была демонтирована статуя, а на следующий день постамент с барельефами.